# Luigi Seyssel d'Aix
Luigi Seyssel d'Aix (Torino, 1820 – Torino, 27 novembre 1880) è stato un politico italiano.

## Biografia
Maggior generale del Regio Esercito, figlio di Enrico, fu deputato del Regno di Sardegna nella IV legislatura, eletto nel collegio di Avigliana.